# Municipio de Salem (condado de Clarion)
El municipio de Salem (en inglés: Salem Township) es un municipio ubicado en el condado de Clarion en el estado estadounidense de Pensilvania. En el año 2000 tenía una población de 852 habitantes y una densidad poblacional de 20.5 personas por km².

## Geografía
El municipio de Salem se encuentra ubicado en las coordenadas 41°13′40″N 79°36′35″O / 41.22778, -79.60972.

## Demografía
Según la Oficina del Censo en 2000 los ingresos medios por hogar en la localidad eran de $35,385 y los ingresos medios por familia eran de $37,375. Los hombres tenían unos ingresos medios de $32,321 frente a los $23,393 para las mujeres. La renta per cápita de la localidad era de $15,742. Alrededor del 11,3% de la población estaba por debajo del umbral de pobreza.